# Cercetare asupra intelectului omenesc
Cercetare asupra intelectului omenesc este o carte a filosofului David Hume, publicată în limba engleză în anul 1748. Cartea este revizuirea unei lucrări anterioare: Tratat despre Natura Umană, publicată anonim în Londra, în 1739–40. Hume a fost dezamăgit de recepția Tratatului, care „a ieșit mort-născută din presă”, și a încercat din nou să dezvolte ideile sale scriind o lucrare mai scurtă și mai polemică.
Pentru Cercetare a renunțat la o mare parte din materialul din Tratat, în favoarea clarificării și subliniind cele mai importante aspecte. De exemplu, opiniile lui Hume cu privire la identitatea personală nu apar. 
Această carte s-a dovedit extrem de influentă, atât în anii care au urmat, cât și astăzi. Immanuel Kant afirmă că acesta este cartea care l-a trezit dintr-un „somn dogmatic”. Cercetarea este considerată pe scară largă ca o carte clasică în literatura filosofică modernă.